# Pont d'Esplugues (Castellcir)

El Pont d'Esplugues, respecte del terme de Castellcir

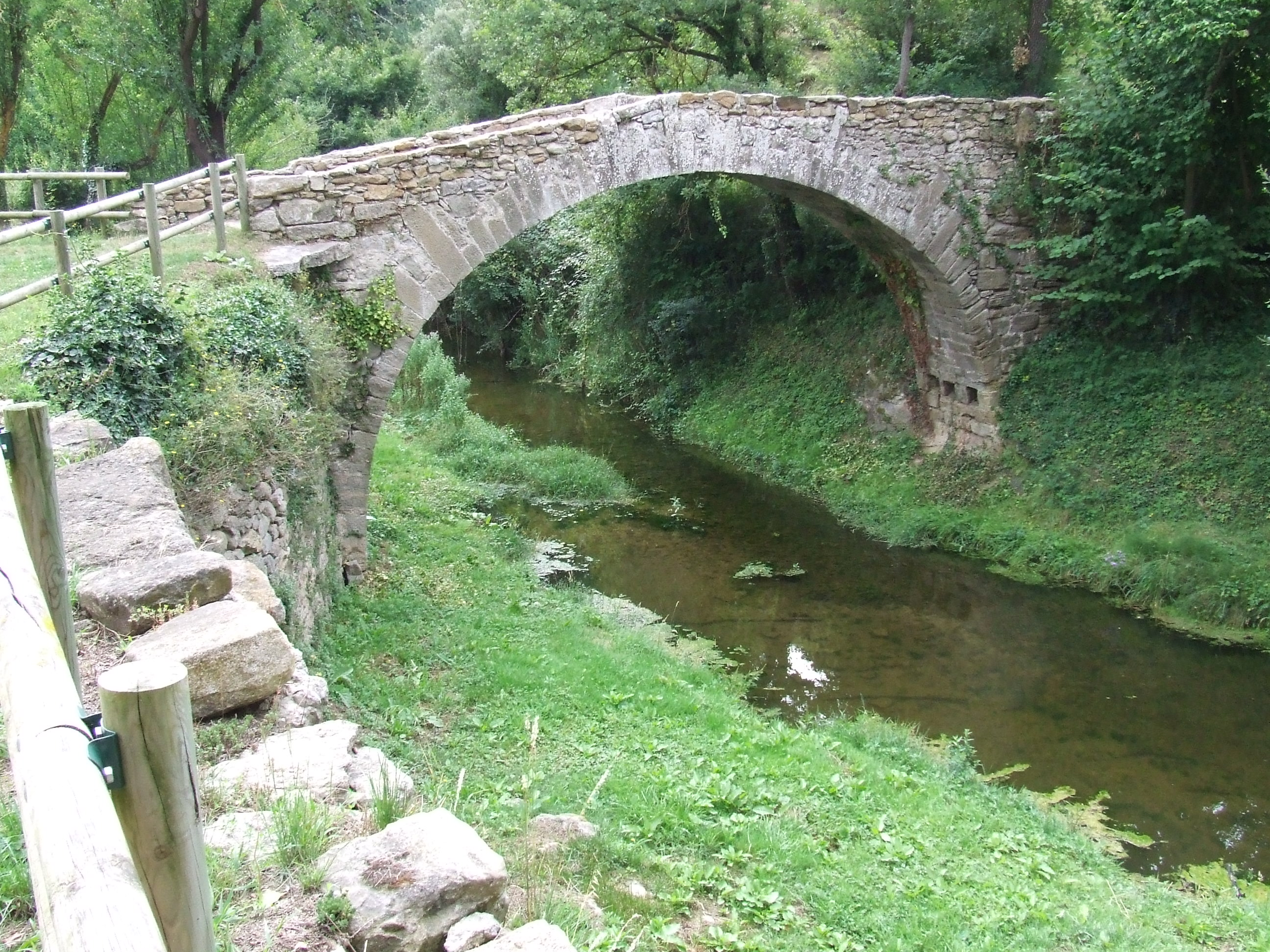
El pont, pel seu costat meridional

El Pont d'Esplugues és un pont del terme municipal de Castellcir, a la comarca del Moianès.
Està situat a prop de l'extrem occidental del terme de Castellcir, a tocar i a migdia de la masia d'Esplugues, damunt de la Riera de Fontscalents.
És un pont romànic d'un sol ull, de pas estret, preparat per a camins de bast.